# Tranvia Ferrara-Codigoro
La tranvia Ferrara-Codigoro era una delle infrastrutture di comunicazione che collegavano la città emiliana con l'area del delta del Po. Attivata dal 1901 per iniziativa delle amministrazioni del luogo, la tranvia, esercita a vapore, fu sostituita nel 1931 dalla ferrovia che ne ricalca il percorso, seppur su sede propria.

## Storia

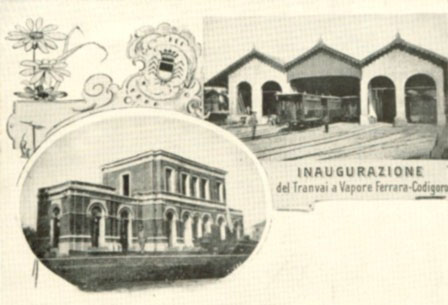
Cartolina commemorativa dell'inaugurazione

Con Regio decreto 8 marzo 1900, n. 109, venne concessa alla Società Anonima delle Tramvie Ferraresi la costruzione e l'esercizio di una tranvia da esercire a vapore e a scartamento metrico sul percorso Ferrara-Ostellato-Codigoro. Per la costruzione della tranvia vennero impiegate maestranze provenienti da Cuggiono e dirette da Ercole Belloli, uno dei più importanti impresari del settore. L'inaugurazione della linea, cui il Belloli non poté partecipare per un improvviso malore, avvenne il 16 gennaio 1901, con un orario che prevedeva quattro coppie di treni sull'intero percorso.
Si trattava di un'opera fortemente voluta dalle popolazioni e dalle amministrazioni locali, che si costituirono in consorzio "allo scopo di esercitare collettivamente tutti i diritti loro derivanti dalla concessione della tramvia Ferrara-
Codigoro, accordata alla Società Anonima delle tramvie ferraresi a vapore" e il cui statuto fu approvato con decreto CCCXXIV del 14 ottobre 1901.
Nato a Cuggiono il 16 gennaio 1832, Ercole Belloli si distinse per una lunga serie di costruzioni di ferrovie e tranvie nella seconda metà dell'Ottocento, attività che lo fece diventare protagonista dell'affermazione in Europa dei sistemi di trasporto su ferro.
Come semplice capo operaio Belloli partecipò nel 1852 alla costruzione della ferrovia del Frejus, della "strada ferrata Vittorio Emanuele" in Savoia e della Judela-Bilbao in Spagna. Diverse furono in seguito le imprese costituite assieme altri soci, fra cui la Società Anonima dei Tramways Vercellesi. Diventato egli uno dei più importanti imprenditori italiani di opere pubbliche, la sua impresa costruì numerose linee fra cui la Vercelli-Casale, in occasione della cui inaugurazione coniò lo slogan: "Tramvia significa via del bene"'.
Fra le altre opere realizzate dal Belloli negli ultimi decenni dell'Ottocento figurano ulteriori tranvie a vapore ed elettriche in Lombardia. In tale periodo il Belloli fu in Francia, Svizzera, Spagna, Germania a costruire strade ferrate e tranvie, sempre avvalendosi in prevalenza di maestranze cuggionesi.
Ercole Belloli morì nel 1916.
Nel giugno 1907, la società esercente assunse il nome di Società Anonima delle Ferrovie e Tramvie Padane (FTP), con sede a Milano; essa si vide altresì concessa la costruzione e l'esercizio della diramazione Ostellato-Magnavacca (dal 1917 ribattezzata Porto Garibaldi) la cui apertura all'esercizio avvenne il 15 luglio 1911.
A metà degli anni venti, la FTP chiese di poter convertire la linea a ferrovia a scartamento normale: la relativa concessione fu stabilita con Regio decreto 25 febbraio 1926, n. 492, e con successivo analogo atto n. 1037 del 27 maggio 1926, che consente alla Società Veneto-Emiliana per Costruzione ed Esercizio di Ferrovie e Tramvie di iniziare i lavori della nuova ferrovia.
Il 28 ottobre 1931 la Società Ferrovie e Tranvie Padane, nel frattempo subentrata alla "Veneto-Emiliana", inaugurò la ferrovia sopprimendo il parallelo servizio tranviario.

## Caratteristiche
La linea era lunga circa 52,333 km e seguiva il percorso della strada provinciale 1 Comacchiese per poi volgere verso nord est, permettendo ai tram di raggiungere il capolinea di Codigoro in 3 ore e 28 minuti, servendo in totale ventuno fra stazioni e fermate.

### Percorso
| Continuation backward |

| Straight track | Unknown route-map component "uexSTR+l" | Unknown route-map component "uexCONTfq" |  |  |

| Straight track | Unused straight waterway | Unknown route-map component "uexKBHFa" |  |  |

| Station on track | Unknown route-map component "uexKBHFe" | Unused straight waterway |  |  |

| Unknown route-map component "eABZgl" | Unknown route-map component "exSTRq" | Unknown route-map component "uexmKRZ" | Unknown route-map component "exKDSTeq" |  |

| Continuation forward |  | Unused straight waterway |  |  |

|  |  | Unused straight waterway | Unknown route-map component "uexSTR+l" | Unknown route-map component "uexCONTfq" |

|  |  | Unused straight waterway | Unused straight waterway |  |

|  |  | Unknown route-map component "uexBHF" | Unknown route-map component "uexKBHFe" |  |

|  |  | Unused straight waterway | Unknown route-map component "uexSTR+l" | Unknown route-map component "uexCONTfq" |

|  |  | Unknown route-map component "uexBHF" | Unknown route-map component "uexKBHFe" |  |

|  |  | Unknown route-map component "uexHST" |

|  |  | Unknown route-map component "uexHST" |

|  |  | Unknown route-map component "uexHST" |

|  |  | Unknown route-map component "uexBHF" |

|  |  | Unknown route-map component "uexHST" |

|  |  | Unknown route-map component "uexBHF" |

|  |  | Unknown route-map component "uexHST" |

|  |  | Unknown route-map component "uexBHF" |

|  |  | Unknown route-map component "uexHST" |

|  |  | Unknown route-map component "uexHST" |

|  |  | Unknown route-map component "uexBHF" |

|  | Unknown route-map component "uexCONTgq" | Unknown route-map component "uexABZgr" |  |  |

|  |  | Unknown route-map component "uexBHF" |

|  |  | Unknown route-map component "uexBHF" |

|  |  | Unknown route-map component "uexBHF" |

|  |  | Unknown route-map component "uexHST" |

|  |  | Unknown route-map component "uexHST" |

| Unknown route-map component "uexKBHFe" |

Percorso delle tranvie urbane ed extraurbane a Ferrara

La stazione capolinea, ove trovava sede la direzione e il deposito-officina, sorgeva poco a nord rispetto al fabbricato viaggiatori della stazione ferroviaria, nell'area sulla quale in seguito venne costruito viale della Costituzione.
Il fabbricato viaggiatori si presentava come un edificio imponente, dotato di un corpo centrale a due piani sul quale si aprivano cinque portoni e due corpilaterali, più bassi, a due porte. Oltre ad esso erano presenti un fabbricato di servizio e un'ampia rimessa a quattro vie coperta con tre capriate che integrava altresì il magazzino merci. Parte dei binari di stazione erano a doppio scartamento, rendendo possibile lo scambio delle merci direttamente sui carri a scartamento normale provenienti dall'adiacente scalo ferroviario.
Partiti dal capolinea, i convogli percorrevano via san Giacomo, superando il capolinea delle tranvie urbane posto di fronte alla stazione ferroviaria, e intersecavano a raso il raccordo per la Darsena di Burana. Quest'ultimo, lungo 1,642 km, percorreva la fascia poi diventata via Goffredo Mameli e fu inaugurato il 17 maggio 1903; concesso ad un Consorzio formato da comune, provincia e camera di commercio di Ferrara, l'esercizio di tale raccordo fu affidato alle Strade Ferrate Meridionali, cui fra il 1905 e il 1906 subentrarono le Ferrovie dello Stato.
Oltrepassato il Canale di Burana e impegnata con una svolta a sinistra la via Argine Ducale, il tram serviva con altrettante fermate gli allora già popolosi rioni di Borgo San Giorgio e Borgo San Luca, ove erano altresì presenti altri due capilinea della rete urbana. Il binario seguiva dunque la via Comacchio, poi strada provinciale 1, sostando per incroci presso la frazione di Quartesana, presso i Masi Torello e Rovereto, ove era altresì presente un rifornitore d'acqua per le locomotive, per giungere a Ostellato. Tale stazione a partire dal 1911 divenne località di diramazione per la tranvia Ostellato-Magnavacca, il cui capolinea nel 1919 mutò nome in Porto Garibaldi.
La tranvia proseguiva in direzione nord est, alla volta di Migliarino e Migliaro, ov'era presente un'altra stazione, seguita da quella di Massafiscaglia, per poi giungere alla fermata di ponte Galvano, il rudere del cui fabbricato viaggiatori sorge in via XX Settembre in prossimità degli impianti idrovori e la località capolinea di Codigoro.

## Materiale rotabile
Il materiale motore impiegato sulla tranvia era costituito da locomotive a vapore immatricolate nel parco delle Ferrovie Padane nei gruppi 20 (unità 22÷23), 30 (unità 31÷32), e 70 (unità 71, ceduta nel 1969 al convento di San Benedetto di Ferrara).
Due esemplari risultavano dalla cessione da parte delle Ferrovie Economiche di Schio (gruppo Società Veneta) delle unità 73-74 (ex 60-61) realizzate dalla Henschel & Sons nel 1884 per la linea a 950 mm Torrebelvicino-Schio-Rocchette-Arsiero: tali unità vennero acquisite dalle Ferrovie e Tranvie Padane nel 1901 e, previo allargamento dello scartamento a 1 metro, immesse in servizio sulla linea di Codigoro.
Completavano la dotazione 14 carrozze passeggeri e 23 carri merci.